# 百禄47毫米反坦克炮
“百禄”1935年式47毫米反坦克炮（Cannone da 47/32 mod. 1935）是第二次世界大战意大利使用的反坦克炮/步兵炮。最初由奥地利百禄公司（现为著名特殊钢公司）设计，意大利按许可证生产制造。中国军队在抗日战争也使用此种武器。

## 历史

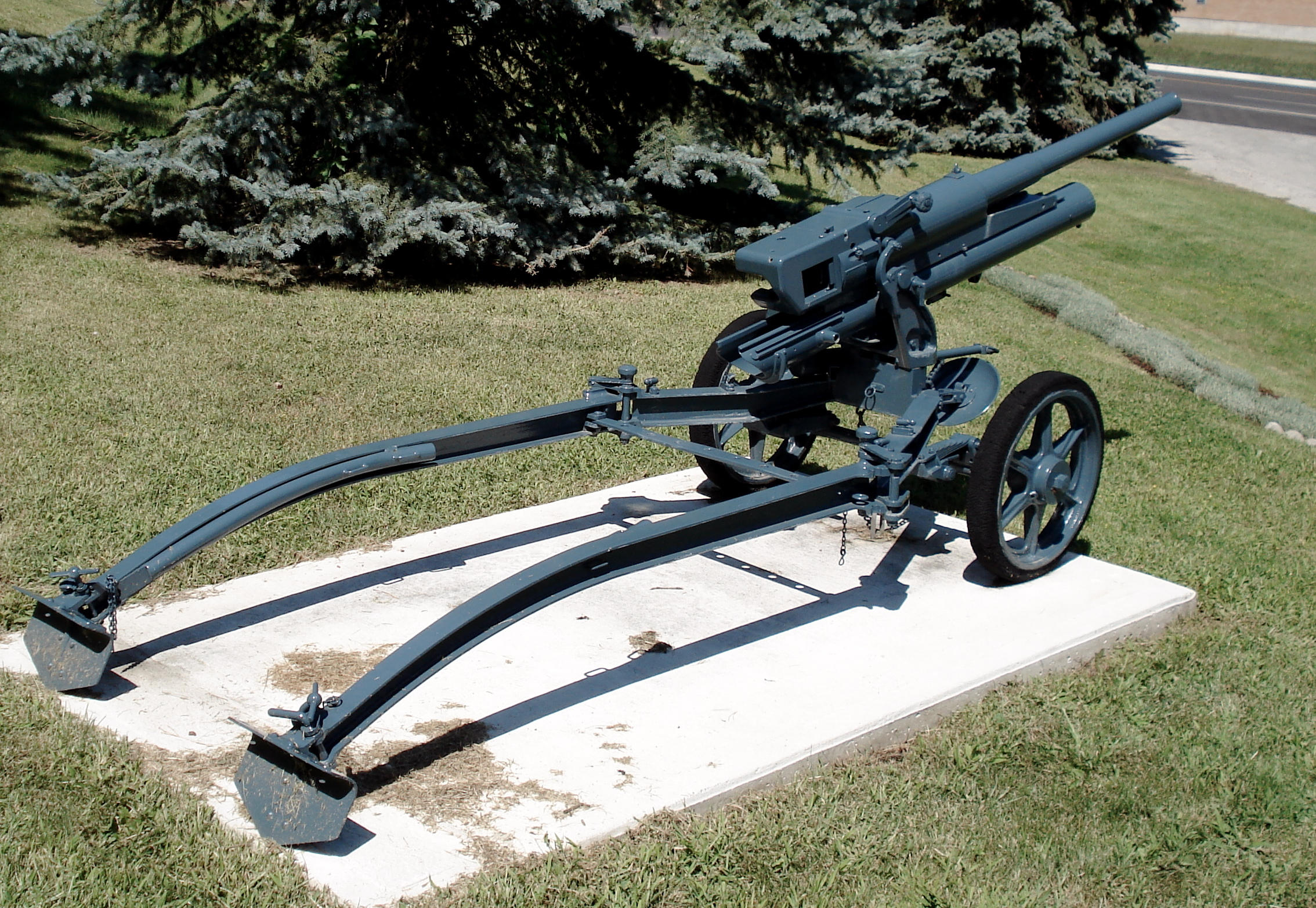
47/32 M35.

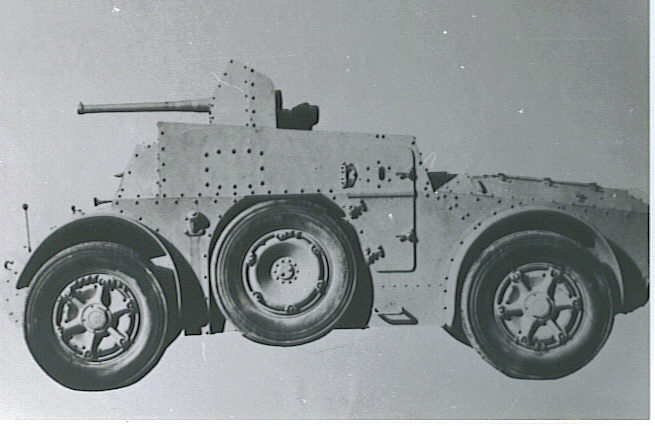
AB 41 with 47/32.

1932年奥地利百禄公司在44毫米步兵平射炮基础上，原来的44毫米39倍口径的炮管换成47毫米32倍口径的炮管，设计出该火炮。
在意大利，瑞士，荷兰等国的反坦克炮竞标中，百禄47毫米反坦克炮凭借优异的性能淘汰了福斯47毫米反坦克炮。其中，意大利，荷兰，瑞士等国还购买了生产许可证。意大利购买了制造许可证，开始生产、装备该火炮。
“百禄”47毫米火炮分为2个型号：
1935年式采用半充气轮胎；
1939年式改进了身管与悬挂。
主要用作反坦克炮，与同时代的小口径反坦克炮，如英国的QF 2磅炮、德国的PaK 36反坦克炮、苏联的M-37 45mm反坦克炮 (53-K)基本相当，明显优于法国的25毫米哈乞开斯反坦克炮。
明显缺点是过于细长的大臂导致卡车牵引时易断；缺少炮盾。
可以分解成4部分：
- 炮闩和炮管部 ：74公斤
- 摇架部：73公斤
- 炮架部：73公斤
- 大架和炮轮部：60公斤

这四部分可以进一步进行分解，可以分解成8部分，每部分重量约三四十公斤。一个炮班10分钟之内就能完成组装和分解。
1930年代末，47毫米反坦克在欧洲已经有些过时。百禄公司提出了后续发展计划：47毫米L40倍口径坦克炮，47毫米L55倍口径反坦克炮，47毫米L70倍口径坦克炮。苏德战争爆发后，苏联T34坦克让德国陆军对小口径反坦克炮失去了信心。百禄公司的47毫米反坦克炮改进计划终止。

## 技术指标

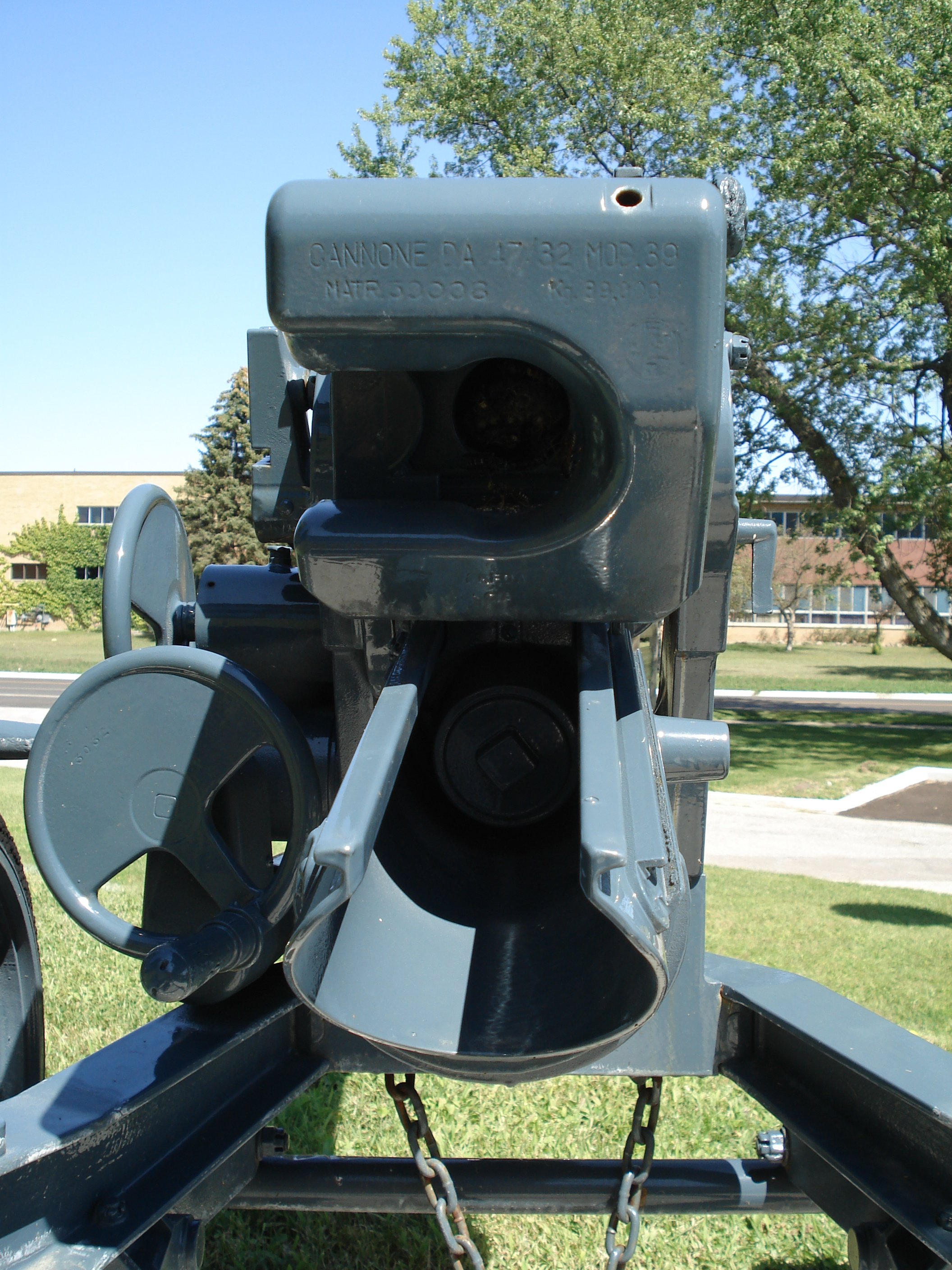

- 口径: 47 mm (1.85 in)
- 身管长: 1.68 m (5 ft 6 in)
- 炮膛长: 1.525 m (5 ft)
- 膛线长: 1.33 m (4 ft 4.3 in)
- 行军重量: 315 kg (694.5 lb)
- 战斗放列重量: 277 kg (610.6 lb)
- 仰角: -15 degrees to +56 degrees
- 射角: 62 degrees
- 初速: 630 m/s (2,067 ft/s) 穿甲弹; 250 m/s (820 ft/s) 高能破甲弹
- 射程: 7,000 m (7,655 feet) - HEAT
- 弹重: 1.44 kg (3.175 lb) AP，内置装药20-21克TNT; 2.37 kg (5.225 lb) HEAT，内置装药132克TNT
- 穿甲深度 AP (L/32): 58 mm (2.3 in) at 100 m (110 yards); 43 mm (1.7 in) at 500 m (550 yards)
- 穿甲深度 AP (L/40 Variant for Medium tank M15/42): 70 mm at 100 m, 50 mm at 500 m, 38 mm at 1000 m, 25 mm at 1500 m, 20 mm at 2000 m
- 穿甲深度 HEAT: 55 mm at 90 degrees contact

## 用户
获得生产许可证或者进口的国家有：
- 奥地利：1935年奥地利国防军采购了500多门47毫米反坦克炮，作为奥军的制式反坦克火炮（到德国兼并奥地利时，生产了366门）。
- 意大利：1935年意大利购买了276门（一说268门）百禄47毫米反坦克炮，命名为Cannone da 47/32 mod. 1935，并按照生产许可证生产了3100多门，意大利生产的火炮与奥地利百禄公司的产品略有不同，主要区别是不带炮口制退器。意大利军队的主要装备：M13/40坦克、M14/41坦克、试验性的菲亚特-阿萨尔多自走炮（英语：Autoblinda Fiat-Ansaldo）（见左图）、赛莫万提47/32自走炮（英语：Semovente 47/32）都装备了该火炮。
- 荷兰：购买了210门（一说208门） 47毫米百禄反坦克，并按照生产许可证准备生产400多门，（被纳粹德国灭亡前生产了至少178门）。
- 德国：从奥地利、荷兰收缴
- 芬兰：订购12门，又从意大利购买了12门。
- 罗马尼亚：购买了300多门，又从意大利购买了200多门。自行安装了炮盾。
- 爱沙尼亚：购买了 4门进行评估，并准备进一步购买，未及，被苏联吞并。
- 拉脱维亚：购买了96门，感觉性能良好，又追加了96门的订单（后一批还没交付，就被苏联吞并）。
- 苏联 ： 从爱沙尼亚、拉脱维亚收缴
- 瑞士：购买了180门，并按照许可证生产了1800多门47毫米反坦克炮及其改进型。
- 中国：1937年抗战爆发后，中国向意大利Berda公司购买了100门该炮（由于德意日法西斯的同盟关系，据说意大利只交付了几十门），按照每连6门制（一说是4门制），每个调整师一个连，共装备了16个师。武汉保卫战时，第58师的炮兵连在驻守安徽乌沙闸时，中士安德成和张纶林下士操炮击中日军数艘舰艇，获颁了青天白日勋章。军博中还收藏有一门。

捷克和法国也跟进研发了47毫米反坦克炮，形成了二战前与德国37毫米口径分庭抗礼的47毫米口径阵营。